# Baroniet Wintersborg
Baroniet Wintersborg var et dansk baroni oprettet 18. september 1673 for Helmuth Otto von Winterfeld af hovedgårdene Utterslevgård og Sæbygård. Baroniet blev 9. februar 1801 substitueret med et fideikommis og hovedgården Fjellebro.

## Besiddere af lenet
- 1673-1694 Helmuth Otto lensbaron von Winterfeldt
- 1694-1699 Gustav lensbaron von Winterfeldt
- 1699-1724 Juliane Margrethe Gustavsdatter baronesse von Winterfeldt gift von Eickstedt
- 1724-1728 Christoph lensbaron von Eickstedt
- 1728-1741 Juliane Margrethe Gustavsdatter baronesse von Winterfeldt gift von Eickstedt
- 1741-1741 Sophie Frederikke Frederiksdatter baronesse von Winterfeldt gift Giedde
- 1741-1757 Carl Wilhelm lensbaron Giedde
- 1757-1769 Sophie Frederikke Frederiksdatter baronesse von Winterfeldt gift Giedde
- 1769-1772 Flemming greve Holck-Winterfeldt
- 1772-1776 Gustav Frederik greve Holck-Winterfeldt
- 1776-1801 Frederik Christian greve Holck-Winterfeldt